# Rißhalden
Das Gebiet Rißhalden ist ein mit Verordnung vom 19. Dezember 2003 durch die Körperschaftsforstdirektion Tübingen ausgewiesener Schonwald (Schutzgebiet-Nummer 200360) bei Biberach an der Riß im Landkreis Biberach in Baden-Württemberg.

## Lage
Das Schutzgebiet besteht aus 16 Teilgebieten, die im Gebiet der Gemeinde Biberach an der Riß gleichmäßig verteilt sind.
Das nördlichste Teilgebiet liegt im Landschaftsschutzgebiet Katzenhalde, Bestenshalde, Fabrikhalde, Pfannenhalde, Ulmer Steighalde. Zwei Teilgebiete gehören zum Landschaftsschutzgebiet Nickelshalde, Kalkgruben, Gschwendhalde. Das südlichste Teilgebiet grenzt an das Landschaftsschutzgebiet Oberes Rißtal.
Der Schonwald ist Teil des FFH-Gebiets Wälder bei Biberach und liegt im Stadtwald Biberach und im Hospitalwald Biberach; er erstreckt sich über folgende Flurstücke: Nr. 204/3, T.v. 206/1,
468, T.v. 645, 679, 953, 969, 973, 1027, 1029, T.v. 1042, 1043, 1058, 1059/2, 1307, 1347/1, 1355, 1603, 2489, 2528, T.v. 2538/1, 2858, 2881 und 3303 auf Flur Biberach, Gemarkung Biberach, Stadt Biberach, T.v. Nr. 287, Flur Hagenbuch,
Gemarkung Biberach, Stadt Biberach, Nr. 190, 216 auf Gemarkung Reute, Stadt Biberach, T.v. Nr. 53, T.v. 67/2 auf Gemarkung Rißegg, Stadt Biberach.
Der Schlierenbach durchfließt den Schonwald.

## Geologie
Der Untergrund im Schutzgebiet besteht aus Schottern einer Rißmoräne.

## Vegetation
Im Schonwald kommen laut Waldbiotopkartierung die folgenden Arten vor:
Feldahorn, Spitzahorn, Berg-Ahorn, Moschuskraut, Giersch, Knoblauchsrauke, Schwarz-Erle, Buschwindröschen, Wald-Geißbart,
Braunstieliger Streifenfarn, Grünstieliger Streifenfarn, Wald-Frauenfarn, Wimper-Segge, Wald-Segge, Gemeine Hainbuche, Wechselblättriges Milzkraut,
Großes Hexenkraut, Maiglöckchen, Hohler Lerchensporn, Zerbrechlicher Blasenfarn, Gewöhnlicher Dornfarn, Echter Wurmfarn, Rotbuche,
Gemeine Esche, Gewöhnliche Goldnessel, Waldmeister, Gemeiner Efeu, Wald-Habichtskraut, Großes Springkraut, Purpurrote Taubnessel,
Rote Heckenkirsche, Weißliche Hainsimse, Behaarte Hainsimse, Zweiblättrige Schattenblume, Wald-Flattergras, Wald-Sauerklee, Einbeere,
Ährige Teufelskralle, Gemeine Fichte, Vielblütige Weißwurz, Gewöhnlicher Tüpfelfarn, Gelappter Schildfarn, Lanzen-Schildfarn, Hohe Schlüsselblume,
Stieleiche, Schwarzer Holunder, Roter Holunder, Wald-Ziest, Große Brennnessel, Wolliger Schneeball, Hänge-Birke, Zweigriffeliger Weißdorn,
Eingriffeliger Weißdorn, Weymouth-Kiefer, Waldkiefer, Vogelkirsche, Vogelbeere, Gewöhnliche Rosskastanie, Echte Zaunwinde,
Zittergras-Segge, Schöllkraut, Roter Hartriegel, Gemeine Hasel, Ruprechtskraut, Echte Nelkenwurz, Echte Walnuss, Europäische Lärche,
Wald-Bingelkraut, Espe, Gewöhnliche Traubenkirsche, Gewöhnliche Robinie, Europäische Eibe, Winterlinde, Sommerlinde, Bergulme,
Weiß-Tanne, Bärlauch, Finger-Segge, Behaarter Kälberkropf, Gewöhnliches Knäuelgras, Gewöhnlicher Spindelstrauch, Scharbockskraut,
Wald-Erdbeere, Gewöhnlicher Liguster, Gewöhnliche Douglasie, Stachelbeere, Hundsrose, Wald-Sanikel, Wald-Veilchen, Wald-Zwenke,
Land-Reitgras, Nesselblättrige Glockenblume, Zittergras-Segge, Winter-Schachtelhalm, Drüsiges Springkraut, Mauerlattich, Hain-Rispengras,
Rote Johannisbeere, Gelbes Windröschen, Rasen-Schmiele, Riesen-Schwingel, Mädesüß, Kletten-Labkraut, Brombeeren, Bachbunge,
Gewöhnlicher Schneeball, Sal-Weide, Gundermann, Kleines Springkraut, Himbeere, Gewöhnlicher Löwenzahn, Schlehdorn, Gefleckte Taubnessel,
Japanische Lärche, Rote Lichtnelke, Gemeiner Flieder, Mauerraute, Gewöhnliche Goldrute, Wald-Labkraut, Gemeiner Riesenschirmling,
Schwarze Tollkirsche, Geflecktes Lungenkraut, Waldbaumläufer, Hohltaube, Kratzbeere.
Im Schutzgebiet liegen 15 Biotope:
Katzenhalde NO Birkendorf mit der Biotopnummer 278244266082, Teuchelhalde NO Biberach mit der Biotopnummer 278244266088, Althölzer im N von Biberach mit der Biotopnummer 278244266090, Altholz Fohrhalde O Biberach mit der Biotopnummer 279244266138, Hangwald Schleifhalde W Biberach mit der Biotopnummer 279244266131, Ahorn-Eschen-Wald Gr. Winterhalde W Biberach   mit der Biotopnummer 279244266151, Kiesgrube in der Winterhalde mit der Biotopnummer 279244266136, Altholz Galgenberghalde in Biberach mit der Biotopnummer 279244266143, Rißegger Steige und Rißegger Halde mit der Biotopnummer 279244266147, Altholz Mumpfenhalde S Biberach mit der Biotopnummer 279244266146, Altholz Kalkgrubenhalde S Biberach mit der Biotopnummer 279244266145, Althölzer S Rißegg mit der Biotopnummer 279244266149, Buchenwald SW "Rißhalden" SO Biberach mit der Biotopnummer 279244266559, Jordanberg SO Biberach mit der Biotopnummer 279244266148, Hangbuchenwald NO Jordanbad mit der Biotopnummer 279244267008.

## Schutzzweck
Der Schutzzweck des Schonwalds ist gemäß Schutzgebietsverordnung
- Erhalt der artenreichen und naturnahen, oft strauchreichen Laubwaldgesellschaften mit artenreicher Bodenvegetation, die meist aus ehemaligen Mittelwäldern, seltener aus Weide- oder Schälwäldern, hervorgegangen sind;
- Sicherung des genetischen Potenzials der Laubwaldgesellschaften, insbesondere der z. T. seltenen, autochthonen Laubbaumarten;
- Habitatsicherung für die im jeweiligen Laubwald typischen und seltenen Arten von Flora und Fauna.

## Betreuung
Wissenschaftlich betreut wird der Schonwald durch die Forstliche Versuchs- und Forschungsanstalt Baden-Württemberg (BVA).